# Kutry patrolowe typu Island

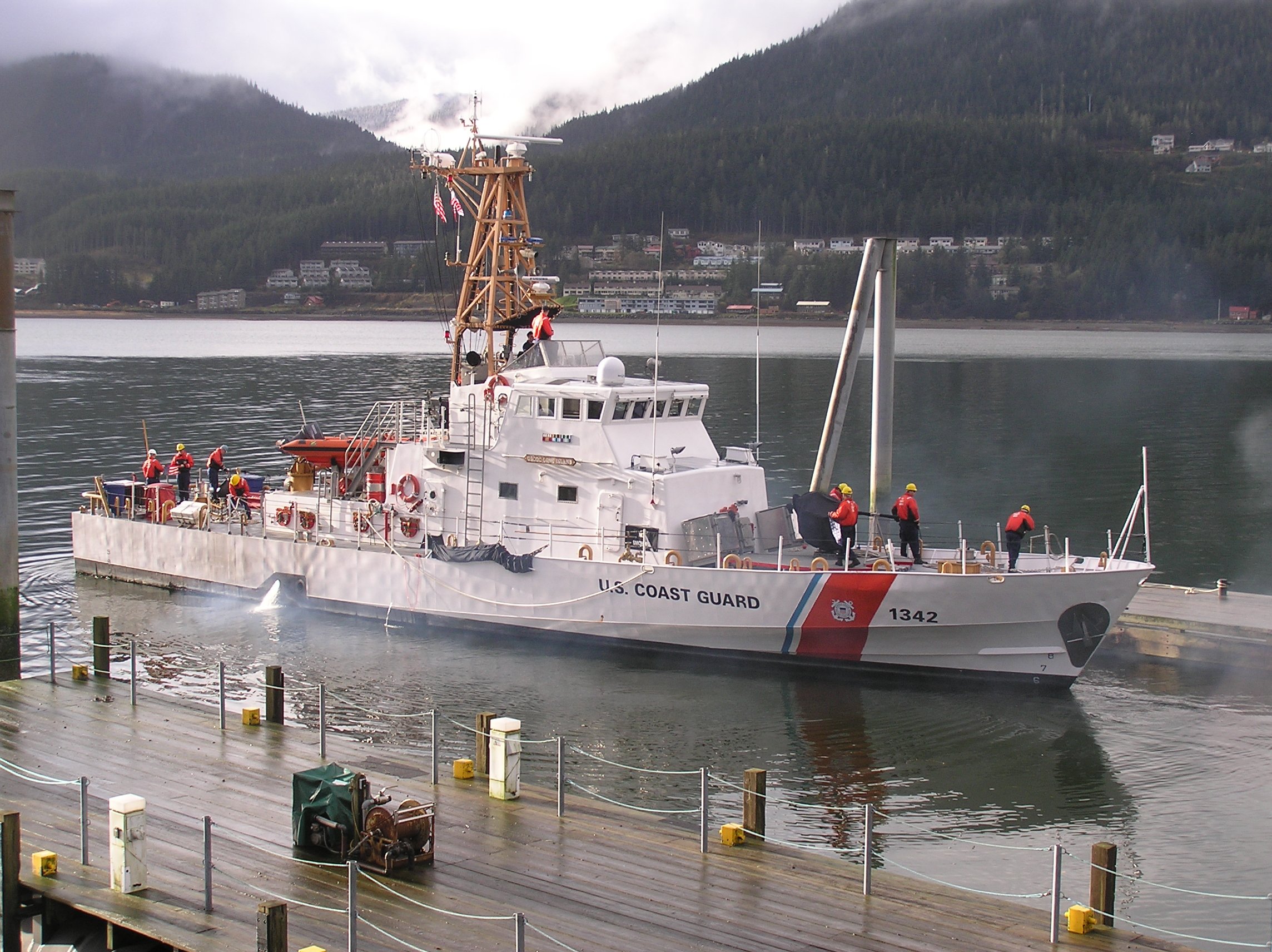
USCGC "Long Island" (WPB-1342) (2006 rok)

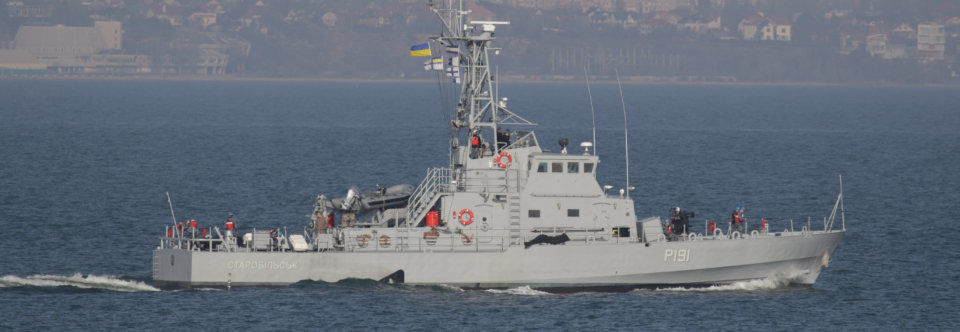
Ukraiński "Starobilsk" (P191) w 2020 roku

Kutry patrolowe typu Island – seria czterdziestu dziewięciu amerykańskich kutrów patrolowych zbudowanych w latach 1986–1992 na potrzeby Straży Przybrzeżnej Stanów Zjednoczonych (US Coast Guard). Kilka jednostek po zakończeniu służby w US Coast Guard, zostało wyeksportowanych do kilku państw.

## Historia
W 1984 roku Straż Przybrzeżna rozpoczęła program, który miał na celu wyłonić następcę starzejących się jednostek typu Cape oraz Point, które zaczęto wprowadzać do służby w latach sześćdziesiątych XX wieku. Pierwszy kontrakt na dostawę szesnastu kutrów przyznano spółce Marine Power and Equipment Company z Seattle w stanie Waszyngton, jednak został unieważniony przez sąd z powodu nieprawidłowości w zamówieniach. Rozpoczęto wówczas drugie postępowanie. Drugi kontrakt został przyznany w sierpniu 1984 roku stoczni Bollinger Shipyards z Lockport w stanie Luizjana. Aby przyspieszyć proces budowy jednostek, wybrano zmodyfikowaną wersję brytyjskich patrolowców zbudowanych przez Vosper Thornycroft, które eksploatowano w Wenezueli, Katarze, Singapurze oraz Zjednoczonych Emiratach Arabskich. Dodatkowo wybór gotowego projektu podyktowany był faktem, że chciano zapewnić by US Coast Guard otrzymała kutry o sprawdzonej konstrukcji.
Pierwsza jednostka z serii – USCGC „Farallon” (WPB-1301) została oficjalnie wprowadzona do eksploatacji w lutym 1986 roku. Jednostkę przydzielono do zadań patrolowych w Miami w stanie Floryda. W 1986 roku zakupiono dodatkową partię szesnastu patrolowców Island dla Straży Przybrzeżnej, a pięć kolejnych zostało zakupionych jeszcze w tym samym roku z funduszu Anti-drug Abuse Act. Łącznie zamówiono czterdzieści dziewięć kutrów patrolowych typu Island. Osiem jednostek zostało w latach 2002–2006 poddana nieudanej modernizacji, w ramach to której zostały wydłużone o 4 metry, zyskały zmodyfikowaną nadbudówkę oraz przystosowano je do współpracy z szybkimi łodziami. Na zmodyfikowanych jednostkach ujawniono liczne nieusuwalne wady, które stwarzały poważne zagrożenie dla załóg. Wszystkie zmodyfikowane jednostki wycofano z eksploatacji w listopadzie 2006 roku. Podstawowe kutry typu Island jednak nie były wolne od wad. Okazało się, że na jednostkach zaobserwowano pękanie kadłuba podczas rejsów przy wysokim stanie morza. Wzmocniono wówczas poszycie w okolicach dziobu w jednostkach o numerach od WPB-1317 do WPB-1349.
Jednostki tej klasy przeznaczone są głównie do zadań ochrony wód terytorialnych, zwalczania nielegalnej migracji, przemytu narkotyków, egzekwowania zasad rybołówstwa oraz misji poszukiwania i ratownictwa. Od 2011 roku są stopniowo zastępowane w służbie USCG przez kutry patrolowe typu Sentinel.

## Konstrukcja
Kutry patrolowe typu Island to jednostki o klasycznym, jednokadłubowym układzie konstrukcyjnym. Wypierają one 168 ton, przy długości 34 m, szerokości 6,4 m i zanurzeniu 2,2 m. Załoga patrolowców liczy 16 osób – 2 oficerów i 14 marynarzy. Jednostki te mają autonomiczność wynoszącą 5 dni oraz dysponują ładownością 3 ton. Kadłub kutrów wykonany jest w całości ze stali, nadbudówka oraz pokład zaś z aluminium.
Wybudowane kutry powstały w trzech wersjach oznaczonych jako A (numery burtowe WPB-1301 – WPB-1316), B (nr. burt. WPB-1317 – WPB-1337) oraz C (nr. burt. WPB-1338 – WPB-1349). Warianty A i B napędzane są przez dwa silniki wysokoprężne Paxman Valenta 16RP oraz dysponują wypornością wynoszącą odpowiednio 165 i 155 ton. Wariant C napędzany jest przez dwa silniki Caterpillar 3516 DITA, które także są jednostkami Diesla. Wyporność wersji C wynosi 153 tony. Każdy z silników przy pomocy pojedynczej linii wału napędza pięciopłatową śrubę okrętową. Tak skonfigurowana siłownia pozwala na osiągnięcie maksymalnej prędkości 29,5 węzła. Energia elektryczna jest dostarczana przez dwa generatory wysokoprężne Caterpillar 3304T o mocy 99 kW. Zasięg jednostek to 3380 Mm przy prędkości 8 węzłów. Kutry wyposażone są także w system stabilizacji przechyłów. Jednostki te dysponują radarem AN/SPS-73(V)12T, służącym zarówno do nawigacji, jak i dozoru powierzchni morza oraz motorową łodzią inspekcyjną Cutter Boat Medium.
Uzbrojenie główne kutrów typu Island stanowi umiejscowiona na dziobie armata automatyczna M242 Bushmaster kalibru 25 mm. Uzupełniane jest ono przez dwa karabiny maszynowe M60 kalibru 7,62 mm w jednostkach wersji A i B, w wariancie C są to zaś dwa karabiny M2HB kalibru 12,7 mm.

## Użytkownicy
- Stany Zjednoczone
  - United States Coast Guard – początkowo wykorzystywała wszystkie 49 kutrów, które wprowadzono do eksploatacji w latach 1986–1992. W 2017 roku w służbie pozostawały jeszcze 23 jednostki[6]. Zastępowane przez jednostki typu Sentinel[4].
- Gruzja
  - Straż Wybrzeża Gruzji – dwie jednostki zostały przekazane w 2016 roku[7][8]. W służbie gruzińskiej noszą nazwy „Ochamchire” i „Dioskuria”[9].
- Pakistan
  - Agencja Bezpieczeństwa Morskiego Pakistanu – dwie jednostki przekazano w 2016 roku[8].
- Kostaryka
  - Straż Przybrzeżna Kostaryki – dwie jednostki przekazano w 2017 roku[8].
- Ukraina
  - Marynarka Wojenna Ukrainy – cztery kutry zostały przekazane w 2018 i 2021 roku[10]. Okręty te noszą nazwy „Słowjansʹk” (P190), „Starobilʹsʹk” (P191), „Sumy” (P192) oraz „Fastiw” (P193)[11]. Podczas inwazji Rosji na Ukrainę „Słowjansʹk” (P190) został zatopiony 3 marca 2022 roku w czasie misji patrolowej w okolicach portu morskiego w Odessie[12].